# 果园港 (华盛顿州)
果园港（英語：Port Orchard）位於美國華盛頓州基沙普縣，也是該縣的縣治。距西西雅圖（West Seattle）約13英里，經華盛頓州渡輪與西雅圖和Vashon島連結。
2010年美國人口普查時人口為11,144人。

## 外部連結

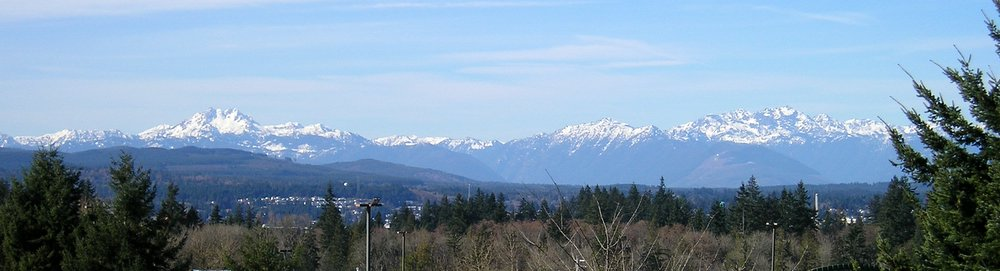
西望奥林匹克山脉

- City of Port Orchard （页面存档备份，存于） official website
- The Port Orchard Chamber of Commerce （页面存档备份，存于）
- Kitsap Peninsula Visitor & Convention Bureau - Port Orchard Page[永久]
- History of Port Orchard （页面存档备份，存于） at HistoryLink